# Freising
Freising este un oraș din Bavaria Superioară, landul Bavaria, Germania.

## Monumente
- Domul din Freising, sec. al XIII-lea

## Personalități
- Otto de Freising (1114-1158), cronicar și episcop
- Ludwig Prandtl (1875-1953), fizician

## Galerie de imagini

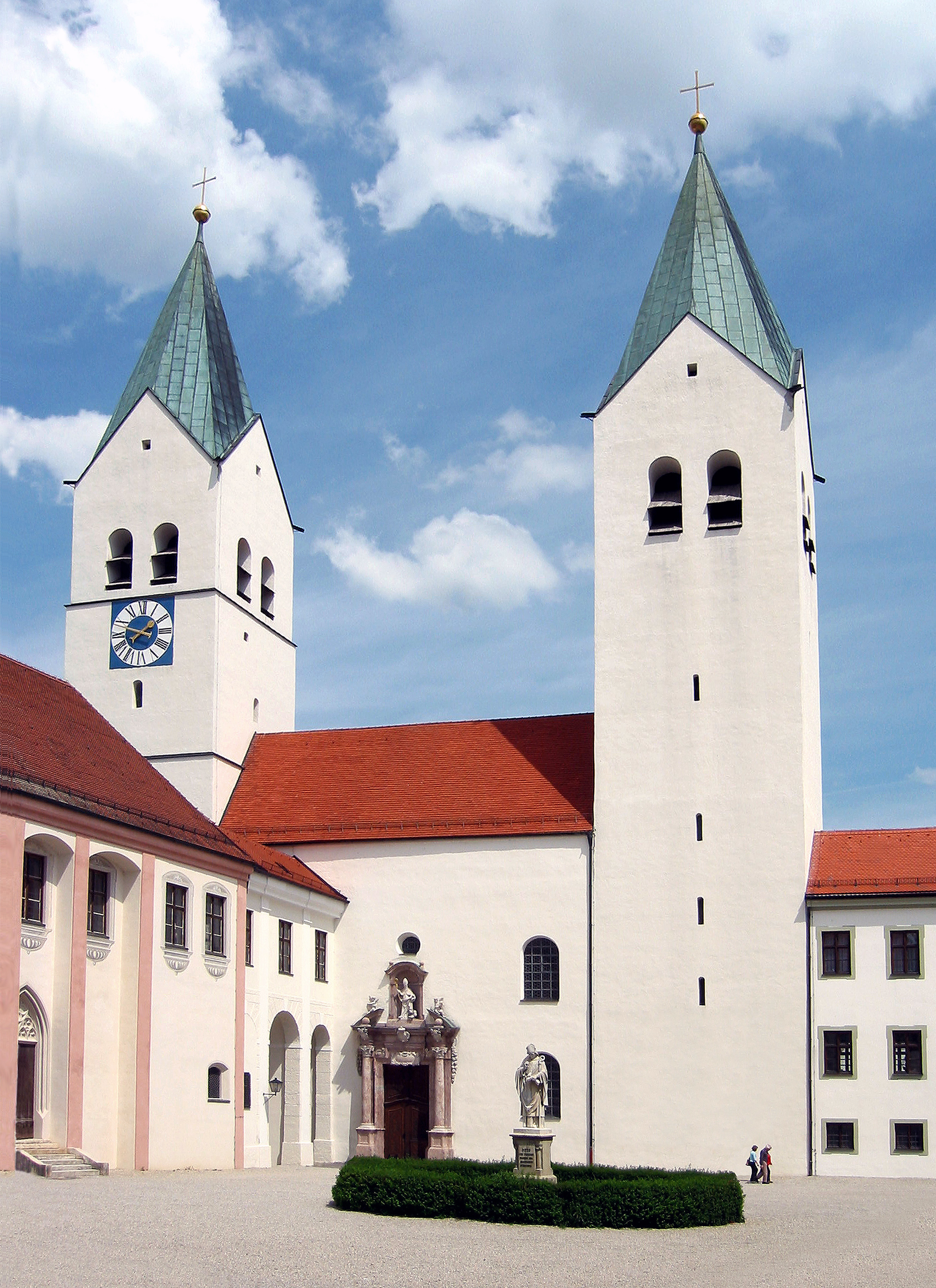
Domul episcopal romano-catolic
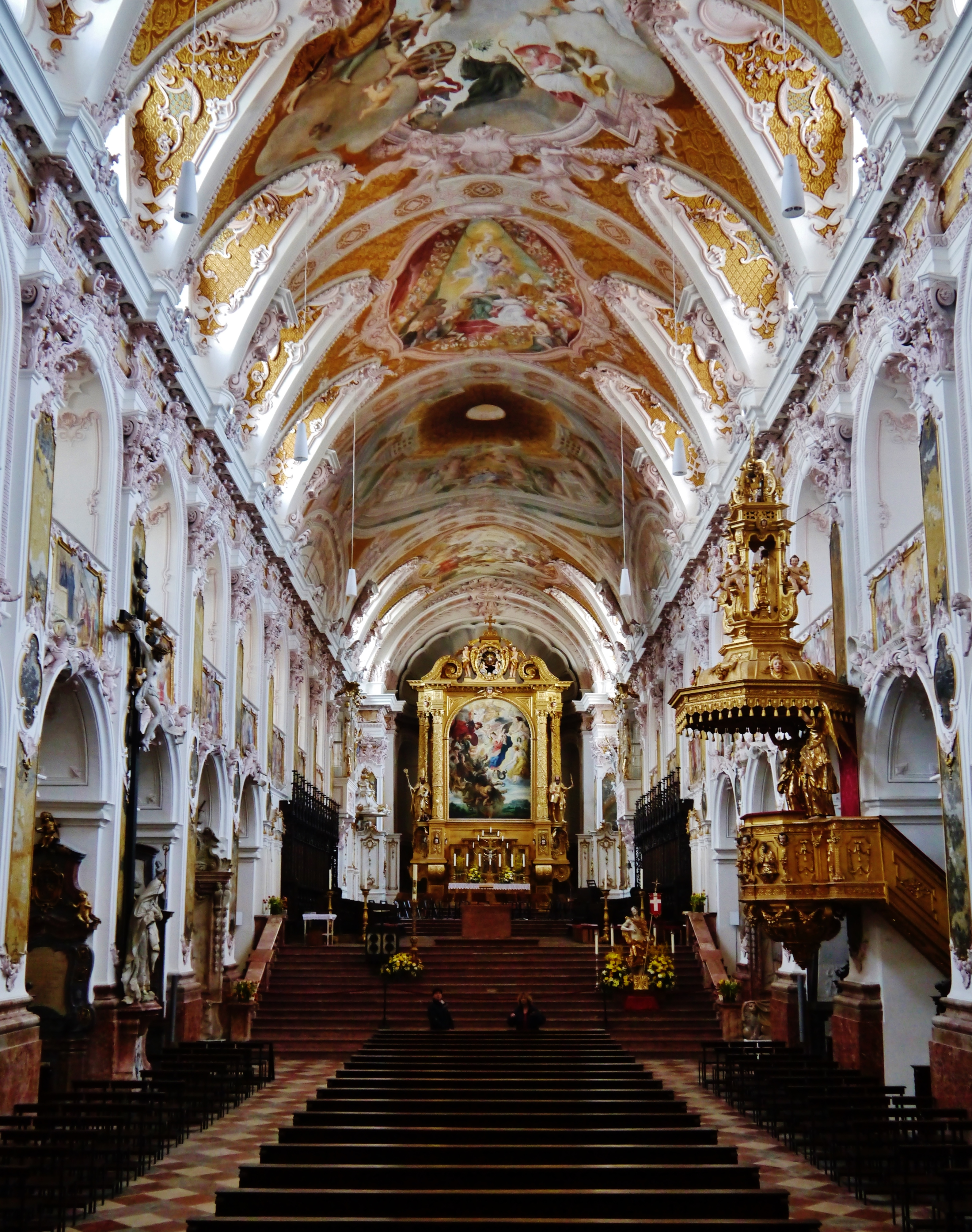
Interiorul Domului din Freising
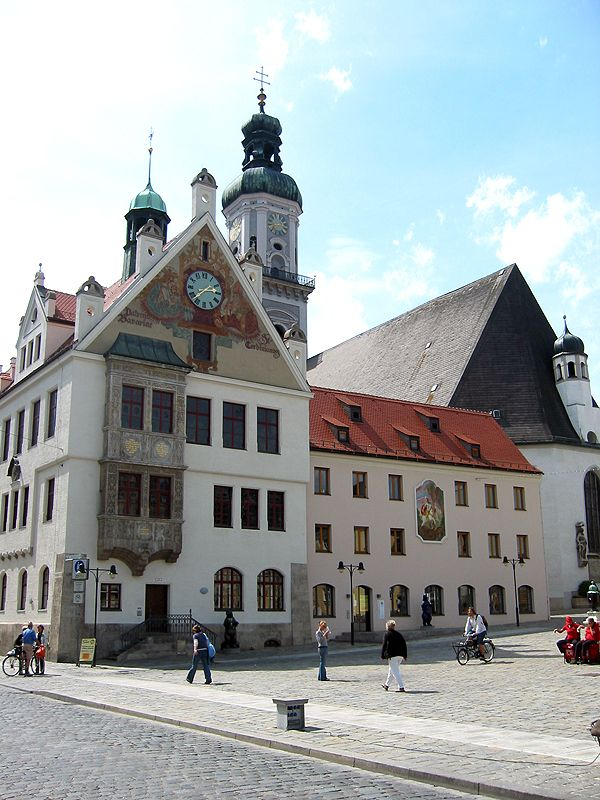
Primăria (Rathaus) din Freising